# خدانگهدار، مترسک
خدانگهدار، مترسک (به انگلیسی: So Long, Scarecrow) دومین و آلبوم استودیویی نهایی از گروهٔ راک اسکارلینگ. می‌باشد که در اوایل سال ۲۰۰۵ ضبط و نوشته شد و در در ۲۵ اکتبر همان سال منتشر گردید.

## فهرست آهنگ
همهٔ ترانه‌ها توسط جسیکا و کریستین هجنال نوشته شده‌است.
| شماره      | نام                     | مدت   |
| ---------- | ----------------------- | ----- |
| ۱.         | «سلام لندن»             | ۵:۵۰  |
| ۲.         | «سرو صدای شهر»          | ۳:۱۷  |
| ۳.         | «نوار ضبط‌شده»           | ۴:۳۸  |
| ۴.         | «(به سمت شمال) کاهونگا» | ۶:۰۸  |
| ۵.         | «مهمانی مأیوس نوجوانی»  | ۰:۳۵  |
| ۶.         | «ضدحال»                 | ۳:۵۶  |
| ۷.         | «منورکسیک»              | ۴:۲۴  |
| ۸.         | «در عالم هپروت»         | ۴:۱۴  |
| ۹.         | «منگنه به تشک»          | ۵:۴۱  |
| ۱۰.        | «شبیه یه قاتل»          | ۲:۵۵  |
| ۱۱.        | «کاریبو و کیک»          | ۳:۲۵  |
| ۱۲.        | «ما موسیقی‌ساز هستیم»    | ۳:۲۷  |
| ۱۳.        | «خدانگهدار، مترسک»      | ۴:۰۲  |
| مجموع مدت: | مجموع مدت:              | ۵۲:۳۲ |